# ستيف ماي
ستيف ماي (بالإنجليزية: Stevie May) (3 نوفمبر 1992 ببيرث في المملكة المتحدة - ) هو لاعب كرة قدم بريطاني في مركز الهجوم. شارك مع منتخب اسكتلندا تحت 20 سنة لكرة القدم ومنتخب اسكتلندا تحت 21 سنة لكرة القدم ومنتخب اسكتلندا لكرة القدم. أما مع النوادي، فقد لعب مع بريستون نورث إيند وسانت جونستون وشيفيلد وينزداي وهاميلتون أكاديميكال ونادي ألوا أثليتيك.

## مسيرته الكروية
لعب ستيف ماي خلال مسيرته الاحترافية مع 6 أندية في أربعة عشر موسمًا وسجل خلالها 88 هدفًا ضمن 252 مباراة. حيث فاز في موسم واحد بالكأس ولم يفز بأي دوري.
خاض ستيف ماي مسيرته مع نادي سانت جونستون في موسم 2008–09 في المرة الأولى ليلعب معه أربعة مواسم ثم في موسم 2013–14 ولمدة موسمين ثم في موسم 2019–20 لمدة موسم واحد، مشاركًا طوالها في 86 مباراة سجل خلالها 29 هدفًا. ثم انتقل إلى نادي ألوا أثليتيك في موسم 2011–12 لمدة موسم واحد، حيث شارك في 22 مباراة سجل خلالها 19 هدفًا. لينتقل بعدها إلى نادي هاميلتون أكاديميكال في موسم 2012–13 لمدة موسم واحد، مشاركًا في 33 مباراة سجل خلالها 25 هدفًا. ثم انتقل إلى نادي شيفيلد وينزداي في موسم 2014–15 لمدة موسم واحد، مشاركًا في 39 مباراة سجل خلالها 7 أهداف. هذا وانتقل لاحقًا إلى نادي بريستون نورث إيند في موسم 2015–16 ولمدة موسمين، مشاركًا في 11 مباراة سجل خلالها هدفًا واحدًا. ثم انتقل بعدها إلى نادي أبردين في موسم 2017–18 ولمدة موسمين، مشاركًا في 61 مباراة سجل خلالها 7 أهداف.

## وصلات خارجية
- ستيف ماي على موقع الاتحاد الأوربي (الإنجليزية)
- ستيف ماي على موقع قاعدة بيانات كرة القدم.إي يو (الإنجليزية)
- ستيف ماي على موقع ناشيونال فوتبول تيمز (الإنجليزية)
- ستيف ماي على موقع Soccerbase.com (لاعب) (الإنجليزية)
- ستيف ماي على موقع Soccerway.com (الإنجليزية)
- ستيف ماي على موقع عالم كرة القدم.نت (الإنجليزية)